# Malínovka (Komi)
Malínovka (en rus: Малиновка) és un poble (un possiólok) de la República de Komi, a Rússia, segons el cens del 2010 no tenia cap habitant.